# Meridiano 161 W
O meridiano 161 W é um meridiano que, partindo do Polo Norte, atravessa o Oceano Ártico, América do Norte, Oceano Pacífico, Oceano Antártico, Antártida e chega ao Polo Sul. Forma um círculo máximo com o Meridiano 19 E.
Começando no Polo Norte, o meridiano 161º Oeste tem os seguintes cruzamentos:
| País, território ou mar | Notas                                                                                            |
| ----------------------- | ------------------------------------------------------------------------------------------------ |
| Oceano Ártico           |                                                                                                  |
| Mar de Chukchi          |                                                                                                  |
| Estados Unidos          | Alasca                                                                                           |
| Mar de Bering           | Baía de Norton                                                                                   |
| Estados Unidos          | Alasca                                                                                           |
| Mar de Bering           | Norton Sound - passa a leste da Ilha Besboro, Alasca, Estados Unidos                             |
| Estados Unidos          | Continente e Ilha Hagemeister, Alasca                                                            |
| Mar de Bering           | Baía de Bristol                                                                                  |
| Estados Unidos          | Ilhas Kudobin e Península do Alasca, Alasca                                                      |
| Oceano Pacífico         | Passa a oeste da Ilha Unga, Alasca, Estados Unidos · Passa a leste do atol Rakahanga, Ilhas Cook |
| Ilhas Cook              | Atol Manihiki                                                                                    |
| Oceano Pacífico         |                                                                                                  |
| Oceano Antártico        |                                                                                                  |
| Antártida               | Dependência de Ross, reivindicada pela Nova Zelândia                                             |